# Sambava
Sambava és una ciutat i commune de la costa oriental del nord de Madagascar. És la capital del Districte de Sambava i de la
Regió Sava. El 2001 tenia uns 40.000 habitants.

## Infraestructures
Sambava es troba a la Route nationale 5a Ambilobe - Antalaha. Compta amb un aeroport.

## Economia
L'agricultura i ramaderia donen feina al 45% dels treballadors de la ciutat. El conreu més important és la vainilla, seguida del cocoter i l'arròs. La indústria i els serveis proporcionen ocupació al 0,5% i 53,5% dels treballadors respectivament
Sambava té platges de sorra blanca.

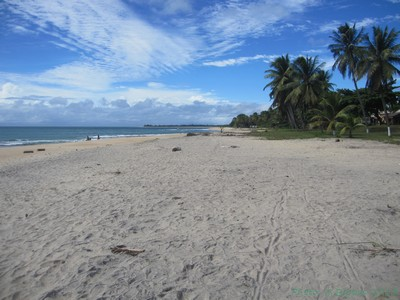
Platja de Sambava
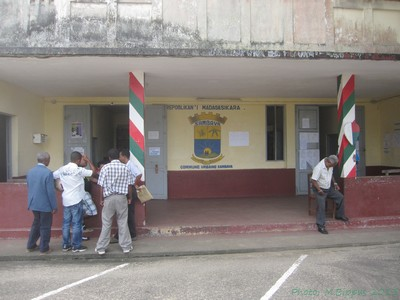
Ajuntament
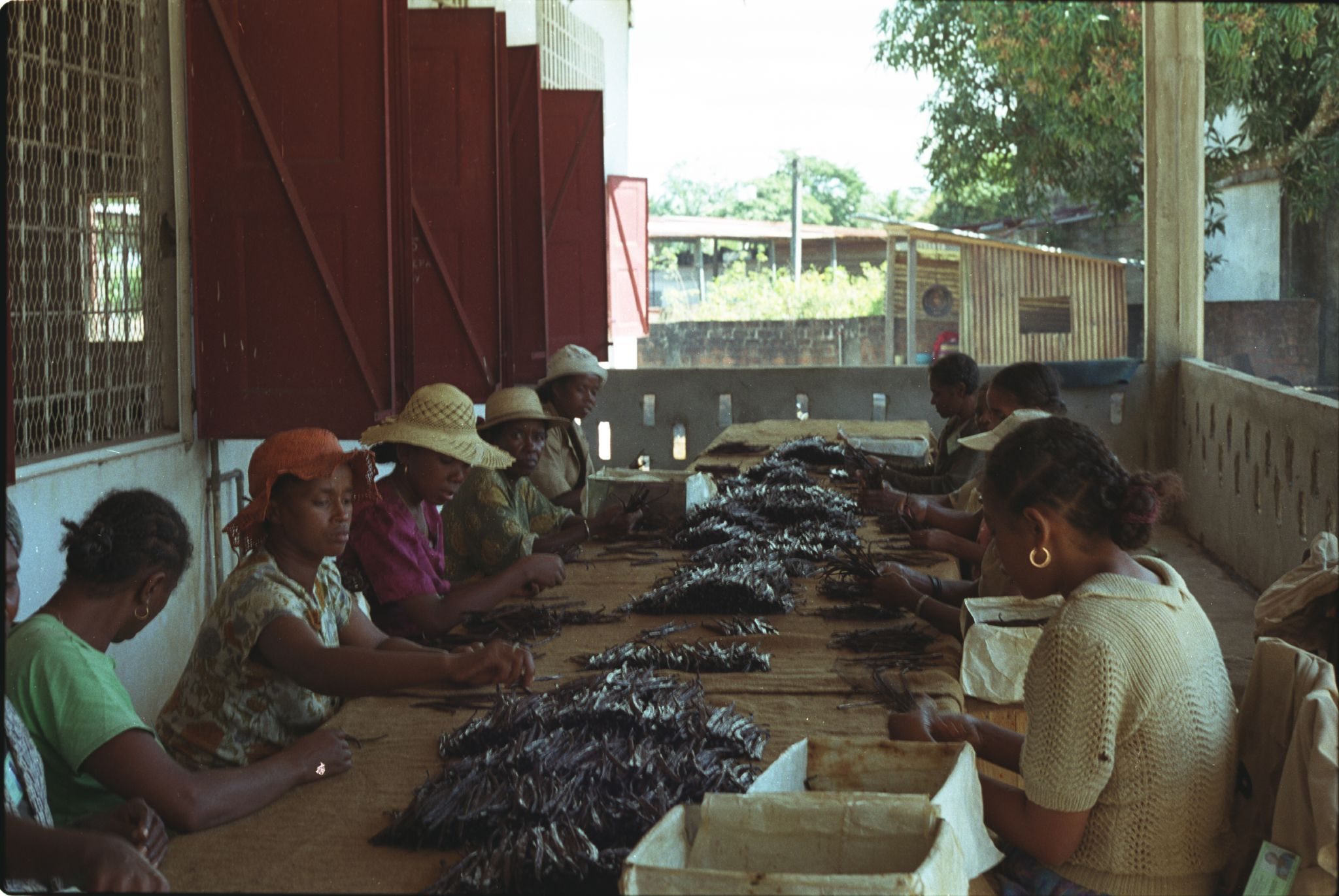
Dones collint vainilla
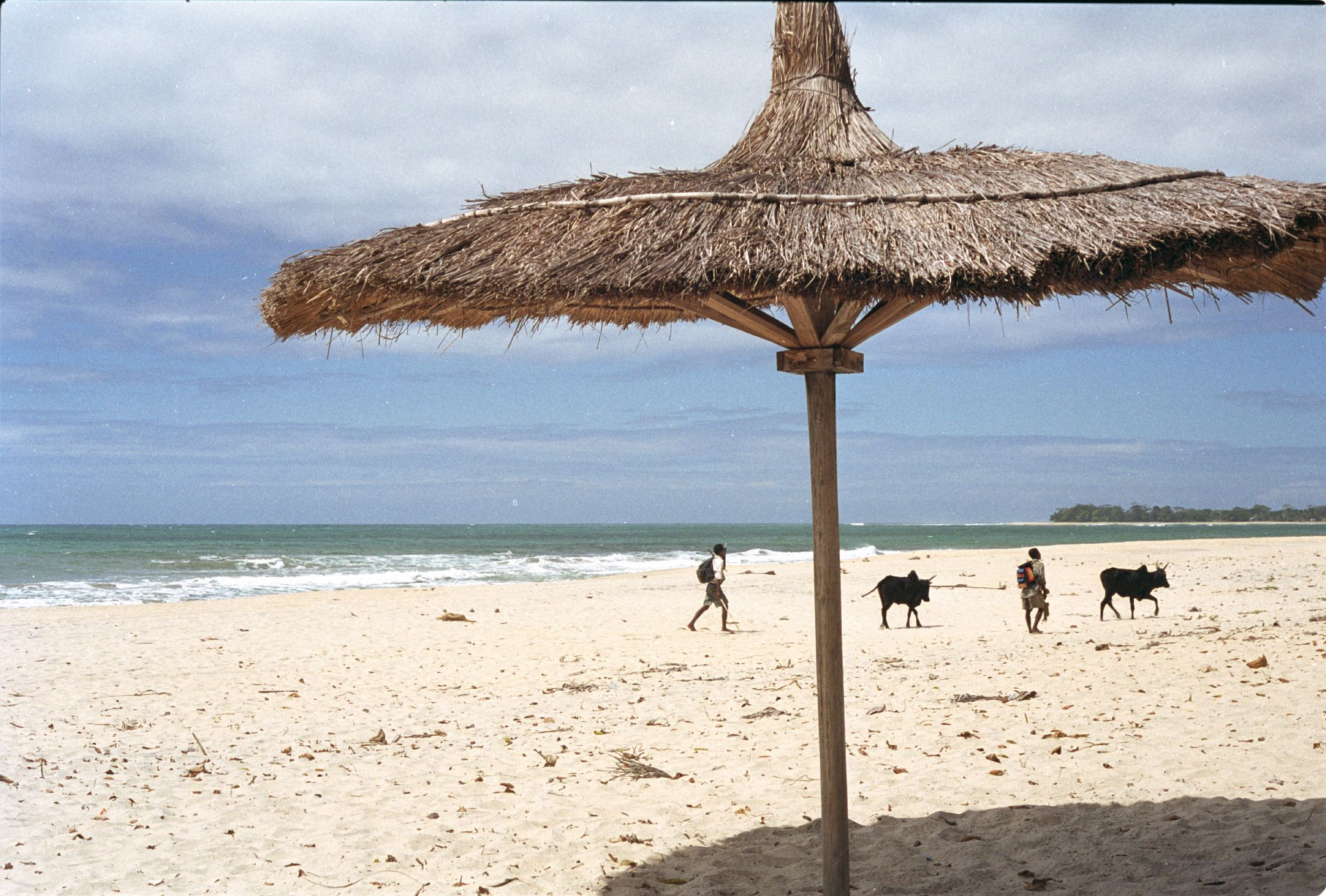
Platha de Sambava

## Clima
La temperatura mitjana anual és de 24 °C amb poca diferència entre els mesos de l'any (21 °C juliol i agost i 26 °C de gener a abril. La pluviometria mitjana és de 2.407 litres. El mes més sec és setembre amb 100 litres de pluja i els més plujós gener amb 342 litres.